# Luiza Nagib Eluf
Luiza Nagib Eluf (São Paulo, 30 de março de 1955) é uma advogada criminal e escritora brasileira. Filha de pai sírio e mãe de ascendência libanesa, foi procuradora de justiça do Ministério Público do Estado de São Paulo de 1983 até outubro de 2012, professora e ex-subprefeita da Lapa.

## Biografia
Em 1990 fez parte do grupo de juristas que reformou o Código Penal de 1940.
No ano de 1995, representou o Brasil em Pequim, como membro da delegação oficial na Conferência Internacional da Mulher, patrocinada pela Organização das Nações Unidas (ONU).
Em 2001, foi responsável pela aprovação da lei do assédio sexual.
Foi filiada ao Partido Republicano Progressista (PRP).

## Vida acadêmica
Formou-se em direito pela Universidade de São Paulo (USP) em 1979. Nos anos 80 especializou-se na área criminal.

## Livros publicados
- Crimes contra os Costumes e Assédio Sexual - Editora Jurídica Brasileira, 1999.[7]
- A Paixão no Banco dos Réus - Editora Saraiva, 2002.[8]
- Retrato, um romance jurídico - Editora Conex, 2005.[9]
- Matar ou Morrer - O Caso Euclides da Cunha - Editora Saraiva
- Um Homem Livre e Outros contos - RG Editores - 2012

## Prêmios
Em 2000 recebeu o Prêmio de Mulher do Ano na Área Jurídica, concedido pelo Conselho Nacional da Mulher.
Em 2011 recebeu o Prêmio Maria Imaculada Xavier da Silveira, conferido pela Ordem dos Advogados do Brasil-Seção de São Paulo.
Em 2011 recebeu o Prêmio Mulher Construtora da Paz, conferido pela Associação das Mulheres Profissionais do Brasil (BPW). 
Recebeu o Prêmio Excelência Mulher 2012, conferido pelo Centro das Indústrias do Estado de São Paulo (CIESP) e pela Fraternidade Aliança Aca Laurência.